# 胡店站
胡店站是一个陇海线上的铁路车站，位于陕西省宝鸡市陈仓区胡店乡，建于1945年，目前为四等站，邮政编码为721317。目前客运：办理旅客乘降；行李、包裹托运；货运：办理整车货物发到。